# 화계항
화계항은 경상남도 남해군 이동면 용소리 화계마을 인근에 있는 어항이다. 2002년 8월 6일 어촌정주어항으로 지정되었으며, 관리청과 시설관리자는 남해군수이다.

## 어항 연혁
마을앞 바다에 모란꽃을 닮은 “목단도(몰게섬)”라는 섬이 있어 마을이름을 화계(花溪)라 유래되었다.

## 어항 시설
- 선착장 180m, 기타 100m

## 주요 어종
- 멸치, 갈치, 삼치, 패각류, 전복

## 주변 관광
폐각류 채취체험 축제 및 관광, 하계휴양지 해수욕장 두곡, 월포해수욕장과 앵강만의 수려한 자연경관을 가진 어촌관광지이다.

## 관련 축제
- 패각류 채취체험 축제